# إف إكس (فرقة)
إف إكس (بالإنجليزية: (f(x)‏) هي فرقة فتيات موسيقية من كوريا الجنوبيه ترسمت في عام 2009 في شركه إس إم إنترتينمنت مع 5 عضوات لكن خرجت العضوه سولي عام 2014، العضوات هن فيكتوريا سونغ وأمبر ليو ولونا وكريستال جونغ وسولي عضوه سابقه بالفرقه.

## الألبومات والأغاني المنفردة
- لا تشا تا
- تشوكلت لوف
- تشو
- نيو أي بي أو
- دينجير
- هوت سمر
- اليكتريك شوك
- ريد لايت
- فور والز
- شيك ذات براس "امبر"
- كريزي جيرل"ساراغان"
- كورن فليكس"ساراغان"امبر"

## وصلات خارجية
- إف إكس على موقع IMDb (الإنجليزية)
- إف إكس على موقع ميوزك برينز (الإنجليزية)
- إف إكس على موقع ديسكوغز (الإنجليزية)
- الموقع الإلكتروني  على فيسبوك.